# Onthophagus furcatus
Onthophagus furcatus es una especie de coleóptero de la familia Scarabaeidae.

## Distribución geográfica
Habita en el paleártico: Eurasia y el Magreb.